# Disa graminifolia
Espèce
Statut CITES
Disa graminifolia est une espèce de la famille des Orchidaceae. Elle est présente dans le Cape Province en Afrique du Sud,,
.

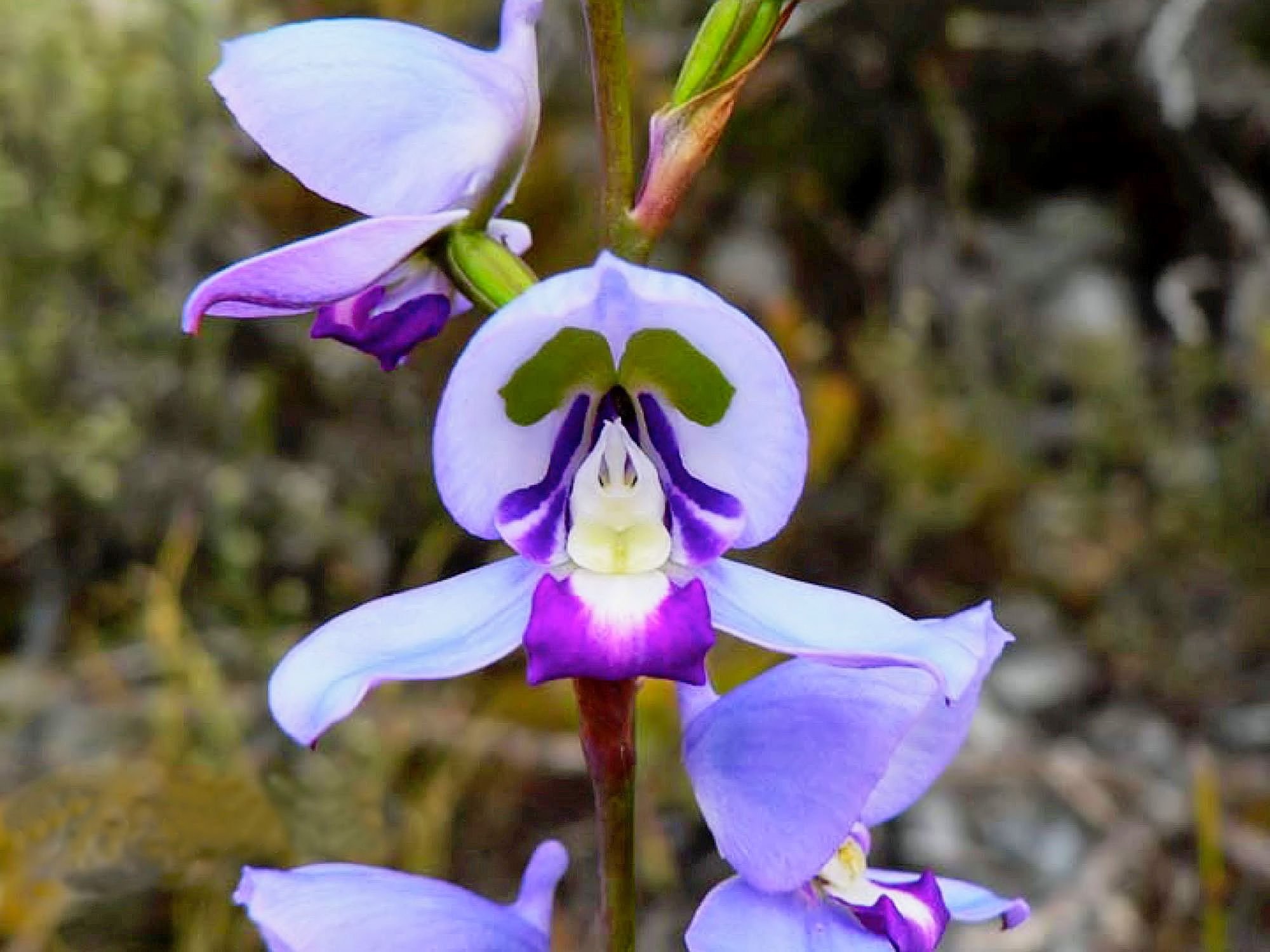

C’est un géophyte tubéreux qui pousse principalement dans le biome subtropical.

## Systématique
Le nom correct complet (avec auteur) de ce taxon est Disa graminifolia Ker Gawl. ex Spreng..
Disa graminifolia a pour synonymes :
- Disa graminifolia Ker Gawl.
- Disa graminifolia KerGawl.
- Herschelia coelestis Lindl.
- Herschelia graminifolia (Ker Gawl. ex Spreng.) T.Durand & Schinz
- Herschelianthe graminifolia (Ker Gawl. ex Spreng.) Rauschert